# Primetime Emmy Award voor beste vrouwelijke hoofdrol in een komedieserie
De Primetime Emmy Award voor beste vrouwelijke hoofdrol in een komedieserie (Engels: Primetime Emmy Award for Outstanding Lead Actress in a Comedy Series) is een televisieprijs die sinds 1954 elk jaar wordt uitgereikt door de Academy of Television Arts & Sciences. Sinds 1966 is de prijs voor een vrouwelijke hoofdrol in een komedieserie, hiervoor werden ook actrices genomineerd die meespeelden in miniseries, tv-films en gastoptredens maakten. Ook was er in de begindagen geen onderscheid tussen komedie- of dramaseries, behalve in 1959. In 1954, 1956, 1958, 1960, 1962, 1963 en 1964 werd de prijs gewonnen door een actrice uit een komedieserie, in 1955, 1957 en 1961 door een actrice uit een dramaserie.

## Winnaars en genomineerden
De winnaars staan bovenaan in vette letters op een gele achtergrond. De overige actrices die werden genomineerd staan eronder vermeld in alfabetische volgorde.
| Legende | Betekenis                                                                 |
| ------- | ------------------------------------------------------------------------- |
|         | Winnende actrice                                                          |
| §       | Prijs voor een gastrol in een jaar dat deze categorie niet apart bestond. |

### 1954-1959
| Jaar            | Actrice            | Rol                                    | Serie | Zender |
| --------------- | ------------------ | -------------------------------------- | ----- | ------ |
| 1954 (6e)       |                    |                                        |       |        |
| Eve Arden       | Connie Brooks      | Our Miss Brooks                        | CBS   |        |
| Lucille Ball    | Lucy Ricardo       | I Love Lucy                            | CBS   |        |
| Imogene Coca    | Diverse personages | Your Show of Shows                     | NBC   |        |
| Dinah Shore     | Herself            | The Dinah Shore Show                   | NBC   |        |
| Loretta Young   | Diverse personages | The Loretta Young Show                 | NBC   |        |
| 1955 (7e)       |                    |                                        |       |        |
| Loretta Young   | Diverse personages | The Loretta Young Show                 | CBS   |        |
| Gracie Allen    | Gracie Allen       | The George Burns and Gracie Allen Show | CBS   |        |
| Eve Arden       | Connie Brooks      | Our Miss Brooks                        | CBS   |        |
| Lucille Ball    | Lucy Ricardo       | I Love Lucy                            | CBS   |        |
| Ann Sothern     | Susie McNamara     | Private Secretary                      | CBS   |        |
| 1956 (8e)       |                    |                                        |       |        |
| Lucille Ball    | Lucy Ricardo       | I Love Lucy                            | CBS   |        |
| Gracie Allen    | Gracie Allen       | The George Burns and Gracie Allen Show | CBS   |        |
| Eve Arden       | Connie Brooks      | Our Miss Brooks                        | CBS   |        |
| Jean Hagen      | Margaret Williams  | Make Room for Daddy                    | ABC   |        |
| Ann Sothern     | Susie McNamara     | Private Secretary                      | CBS   |        |
| 1957 (9e)       |                    |                                        |       |        |
| Nanette Fabray  | Diverse personages | Caesar's Hour                          | NBC   |        |
| Edie Adams      | Herself            | The Ernie Kovacs Show                  | NBC   |        |
| Gracie Allen    | Gracie Allen       | The George Burns and Gracie Allen Show | CBS   |        |
| Lucille Ball    | Lucy Ricardo       | I Love Lucy                            | CBS   |        |
| Ann Sothern     | Susie MacNamara    | Private Secretary                      | CBS   |        |
| 1958 (10e)      |                    |                                        |       |        |
| Jane Wyatt      | Margaret Anderson  | Father Knows Best                      | NBC   |        |
| Eve Arden       | Liza Hammond       | The Eve Arden Show                     | CBS   |        |
| Spring Byington | Lily Ruskin        | December Bride                         | CBS   |        |
| Jan Clayton     | Ellen Miller       | Lassie                                 | CBS   |        |
| Ida Lupino      | Eve Drake          | Mr. Adams and Eve                      | CBS   |        |
| 1959 (11e)      |                    |                                        |       |        |
| Jane Wyatt      | Margaret Anderson  | Father Knows Best                      | CBS   |        |
| Gracie Allen    | Gracie Allen       | The George Burns and Gracie Allen Show | CBS   |        |
| Spring Byington | Lily Ruskin        | December Bride                         | CBS   |        |
| Ida Lupino      | Eve Adams          | Mr. Adams and Eve                      | CBS   |        |
| Donna Reed      | Donna Stone        | The Donna Reed Show                    | ABC   |        |
| Ann Sothern     | Katy O'Connor      | The Ann Sothern Show                   | CBS   |        |

### 1960-1969
| Jaar                 | Actrice            | Rol                       | Serie | Zender |
| -------------------- | ------------------ | ------------------------- | ----- | ------ |
| 1960 (12e)           |                    |                           |       |        |
| Jane Wyatt           | Margaret Anderson  | Father Knows Best         | CBS   |        |
| Donna Reed           | Donna Stone        | The Donna Reed Show       | ABC   |        |
| Loretta Young        | Diverse personages | The Loretta Young Show    | NBC   |        |
| 1961 (13e)           |                    |                           |       |        |
| Barbara Stanwyck     | Diverse personages | The Barbara Stanwyck Show | NBC   |        |
| Donna Reed           | Donna Stone        | The Donna Reed Show       | ABC   |        |
| Loretta Young        | Diverse personages | The Loretta Young Show    | NBC   |        |
| 1962 (14e)           |                    |                           |       |        |
| Shirley Booth        | Hazel Burke        | Hazel                     | NBC   |        |
| Gertrude Berg        | Sarah Green        | The Gertrude Berg Show    | CBS   |        |
| Donna Reed           | Donna Stone        | The Donna Reed Show       | ABC   |        |
| Mary Stuart          | Joanne Gardner     | Search for Tomorrow       | CBS   |        |
| Cara Williams        | Gladys Porter      | Pete and Gladys           | CBS   |        |
| 1963 (15e)           |                    |                           |       |        |
| Shirley Booth        | Hazel Burke        | Hazel                     | NBC   |        |
| Lucille Ball         | Lucy Carmichael    | The Lucy Show             | CBS   |        |
| Shirl Conway         | Liz Thorpe         | The Nurses                | CBS   |        |
| Mary Tyler Moore     | Laura Petrie       | The Dick Van Dyke Show    | CBS   |        |
| Irene Ryan           | Granny             | The Beverly Hillbillies   | CBS   |        |
| 1964 (16e)           |                    |                           |       |        |
| Mary Tyler Moore     | Laura Petrie       | The Dick Van Dyke Show    | CBS   |        |
| Shirley Booth        | Hazel Burke        | Hazel                     | NBC   |        |
| Patty Duke           | Cathy Lane         | The Patty Duke Show       | ABC   |        |
| Irene Ryan           | Granny             | The Beverly Hillbillies   | CBS   |        |
| Inger Stevens        | Katy Holstrum      | The Farmer's Daughter     | ABC   |        |
| 1965 (17e)           |                    |                           |       |        |
| Geen prijs           |                    |                           |       |        |
| 1966 (18e)           |                    |                           |       |        |
| Mary Tyler Moore     | Laura Petrie       | The Dick Van Dyke Show    | CBS   |        |
| Lucille Ball         | Lucy Carmichael    | The Lucy Show             | CBS   |        |
| Elizabeth Montgomery | Samantha Stephens  | Bewitched                 | ABC   |        |
| 1967 (19e)           |                    |                           |       |        |
| Lucille Ball         | Lucy Carmichael    | The Lucy Show             | CBS   |        |
| Elizabeth Montgomery | Samantha Stephens  | Bewitched                 | ABC   |        |
| Agnes Moorehead      | Endora             | Bewitched                 | ABC   |        |
| Marlo Thomas         | Ann Marie          | That Girl                 | ABC   |        |
| 1968 (20e)           |                    |                           |       |        |
| Lucille Ball         | Lucy Carmichael    | The Lucy Show             | CBS   |        |
| Barbara Feldon       | Agent 99           | Get Smart                 | NBC   |        |
| Elizabeth Montgomery | Samantha Stephens  | Bewitched                 | ABC   |        |
| Paula Prentiss       | Paula Hollister    | He & She                  | CBS   |        |
| Marlo Thomas         | Ann Marie          | That Girl                 | ABC   |        |
| 1969 (21e)           |                    |                           |       |        |
| Hope Lange           | Carolyn Muir       | The Ghost & Mrs. Muir     | NBC   |        |
| Diahann Carroll      | Julia Baker        | Julia                     | NBC   |        |
| Barbara Feldon       | Agent 99           | Get Smart                 | NBC   |        |
| Elizabeth Montgomery | Samantha Stephens  | Bewitched                 | ABC   |        |

### 1970-1979
| Jaar                 | Actrice           | Rol                       | Serie | Zender |
| -------------------- | ----------------- | ------------------------- | ----- | ------ |
| 1970 (22e)           |                   |                           |       |        |
| Hope Lange           | Carolyn Muir      | The Ghost & Mrs. Muir     | ABC   |        |
| Elizabeth Montgomery | Samantha Stephens | Bewitched                 | ABC   |        |
| Marlo Thomas         | Ann Marie         | That Girl                 | ABC   |        |
| 1971 (23e)           |                   |                           |       |        |
| Jean Stapleton       | Edith Bunker      | All in the Family         | CBS   |        |
| Marlo Thomas         | Ann Marie         | That Girl                 | ABC   |        |
| Mary Tyler Moore     | Mary Richards     | The Mary Tyler Moore Show | CBS   |        |
| 1972 (24e)           |                   |                           |       |        |
| Jean Stapleton       | Edith Bunker      | All in the Family         | CBS   |        |
| Sandy Duncan         | Sandy Stockton    | Funny Face                | CBS   |        |
| Mary Tyler Moore     | Mary Richards     | The Mary Tyler Moore Show | CBS   |        |
| 1973 (25e)           |                   |                           |       |        |
| Mary Tyler Moore     | Mary Richards     | The Mary Tyler Moore Show | CBS   |        |
| Jean Stapleton       | Edith Bunker      | All in the Family         | CBS   |        |
| Bea Arthur           | Maude Findlay     | Maude                     | CBS   |        |
| 1974 (26e)           |                   |                           |       |        |
| Mary Tyler Moore     | Mary Richards     | The Mary Tyler Moore Show | CBS   |        |
| Bea Arthur           | Maude Findlay     | Maude                     | CBS   |        |
| Jean Stapleton       | Edith Bunker      | All in the Family         | CBS   |        |
| 1975 (27e)           |                   |                           |       |        |
| Valerie Harper       | Rhoda Morgenstern | Rhoda                     | CBS   |        |
| Jean Stapleton       | Edith Bunker      | All in the Family         | CBS   |        |
| Mary Tyler Moore     | Mary Richards     | The Mary Tyler Moore Show | CBS   |        |
| 1976 (28e)           |                   |                           |       |        |
| Mary Tyler Moore     | Mary Richards     | The Mary Tyler Moore Show | CBS   |        |
| Lee Grant            | Fay Stewart       | Fay                       | NBC   |        |
| Bea Arthur           | Maude Findlay     | Maude                     | CBS   |        |
| Cloris Leachman      | Phyllis Lindstrom | Phyllis                   | CBS   |        |
| Valerie Harper       | Rhoda Morgenstern | Rhoda                     | CBS   |        |
| 1977 (29e)           |                   |                           |       |        |
| Bea Arthur           | Maude Findlay     | Maude                     | CBS   |        |
| Jean Stapleton       | Edith Bunker      | All in the Family         | CBS   |        |
| Valerie Harper       | Rhoda Morgenstern | Rhoda                     | CBS   |        |
| Suzanne Pleshette    | Emily Hartley     | The Bob Newhart Show      | CBS   |        |
| Mary Tyler Moore     | Mary Richards     | The Mary Tyler Moore Show | CBS   |        |
| 1978 (30e)           |                   |                           |       |        |
| Jean Stapleton       | Edith Bunker      | All in the Family         | CBS   |        |
| Bea Arthur           | Maude Findlay     | Maude                     | CBS   |        |
| Valerie Harper       | Rhoda Morgenstern | Rhoda                     | CBS   |        |
| Cathryn Damon        | Mary Campbell     | Soap                      | ABC   |        |
| Katherine Helmond    | Jessica Tate      | Soap                      | ABC   |        |
| Suzanne Pleshette    | Emily Hartley     | The Bob Newhart Show      | CBS   |        |
| 1979 (31e)           |                   |                           |       |        |
| Ruth Gordon §        | Dee Wilcox        | Taxi                      | ABC   |        |
| Linda Lavin          | Alice Hyatt       | Alice                     | CBS   |        |
| Jean Stapleton       | Edith Bunker      | All in the Family         | CBS   |        |
| Katherine Helmond    | Jessica Tate      | Soap                      | ABC   |        |
| Isabel Sanford       | Louise Jefferson  | The Jeffersons            | CBS   |        |

### 1980-1989
| Jaar              | Actrice           | Rol                               | Serie |
| ----------------- | ----------------- | --------------------------------- | ----- |
| 1980 (32e)        |                   |                                   |       |
| Cathryn Damon     | Mary Campbell     | Soap                              |       |
| Katherine Helmond | Jessica Tate      | Soap                              |       |
| Polly Holliday    | Flo Castleberry   | Flo                               |       |
| Sheree North §    | Dotty Wertz       | Archie Bunker's Place             |       |
| Isabel Sanford    | Louise Jefferson  | The Jeffersons                    |       |
| 1981 (33e)        |                   |                                   |       |
| Isabel Sanford    | Louise Jefferson  | The Jeffersons                    |       |
| Eileen Brennan §  | Mrs. McKenzie     | Taxi                              |       |
| Cathryn Damon     | Mary Campbell     | Soap                              |       |
| Katherine Helmond | Jessica Tate      | Soap                              |       |
| Lynn Redgrave     | Ann Atkinson      | House Calls                       |       |
| 1982 (34e)        |                   |                                   |       |
| Carol Kane §      | Simka Dahblitz    | Taxi                              |       |
| Nell Carter       | Nellie Harper     | Gimme a Break!                    |       |
| Bonnie Franklin   | Ann Romano        | One Day at a Time                 |       |
| Swoosie Kurtz     | Laurie Morgan     | Love, Sidney                      |       |
| Charlotte Rae     | Edna Garrett      | The Facts of Life                 |       |
| Isabel Sanford    | Louise Jefferson  | The Jeffersons                    |       |
| 1983 (35e)        |                   |                                   |       |
| Shelley Long      | Diane Chambers    | Cheers                            |       |
| Nell Carter       | Nellie Harper     | Gimme a Break!                    |       |
| Mariette Hartley  | Jennifer Barnes   | Goodnight, Beantown               |       |
| Swoosie Kurtz     | Laurie Morgan     | Love, Sidney                      |       |
| Rita Moreno       | Violet Newstead   | 9 to 5                            |       |
| Isabel Sanford    | Louise Jefferson  | The Jeffersons                    |       |
| 1984 (36e)        |                   |                                   |       |
| Jane Curtin       | Allie Lowell      | Kate & Allie                      |       |
| Joanna Cassidy    | Jo Jo White       | Buffalo Bill                      |       |
| Shelley Long      | Diane Chambers    | Cheers                            |       |
| Susan Saint James | Kate McArdle      | Kate & Allie                      |       |
| Isabel Sanford    | Louise Jefferson  | The Jeffersons                    |       |
| 1985 (37e)        |                   |                                   |       |
| Jane Curtin       | Allie Lowell      | Kate & Allie                      |       |
| Shelley Long      | Diane Chambers    | Cheers                            |       |
| Phylicia Rashad   | Clair Huxtable    | The Cosby Show                    |       |
| Susan Saint James | Kate McArdle      | Kate & Allie                      |       |
| Isabel Sanford    | Louise Jefferson  | The Jeffersons                    |       |
| 1986 (38e)        |                   |                                   |       |
| Betty White       | Rose Nylund       | The Golden Girls                  |       |
| Beatrice Arthur   | Dorothy Zbornak   | The Golden Girls                  |       |
| Shelley Long      | Diane Chambers    | Cheers                            |       |
| Rue McClanahan    | Blanche Devereaux | The Golden Girls                  |       |
| Phylicia Rashad   | Clair Huxtable    | The Cosby Show                    |       |
| 1987 (39e)        |                   |                                   |       |
| Rue McClanahan    | Blanche Devereaux | The Golden Girls                  |       |
| Beatrice Arthur   | Dorothy Zbornak   | The Golden Girls                  |       |
| Blair Brown       | Molly Dodd        | The Days and Nights of Molly Dodd |       |
| Jane Curtin       | Allie Lowell      | Kate & Allie                      |       |
| Betty White       | Rose Nylund       | The Golden Girls                  |       |
| 1988 (40e)        |                   |                                   |       |
| Beatrice Arthur   | Dorothy Zbornak   | The Golden Girls                  |       |
| Kirstie Alley     | Rebecca Howe      | Cheers                            |       |
| Blair Brown       | Molly Dodd        | The Days and Nights of Molly Dodd |       |
| Rue McClanahan    | Blanche Devereaux | The Golden Girls                  |       |
| Betty White       | Rose Nylund       | The Golden Girls                  |       |
| 1989 (41e)        |                   |                                   |       |
| Candice Bergen    | Murphy Brown      | Murphy Brown                      |       |
| Beatrice Arthur   | Dorothy Zbornak   | The Golden Girls                  |       |
| Blair Brown       | Molly Dodd        | The Days and Nights of Molly Dodd |       |
| Rue McClanahan    | Blanche Devereaux | The Golden Girls                  |       |
| Betty White       | Rose Nylund       | The Golden Girls                  |       |

### 1990-1999
| Jaar                 | Actrice            | Rol                               | Serie |
| -------------------- | ------------------ | --------------------------------- | ----- |
| 1990 (42e)           |                    |                                   |       |
| Candice Bergen       | Murphy Brown       | Murphy Brown                      |       |
| Kirstie Alley        | Rebecca Howe       | Cheers                            |       |
| Blair Brown          | Molly Dodd         | The Days and Nights of Molly Dodd |       |
| Delta Burke          | Suzanne Sugarbaker | Designing Women                   |       |
| Betty White          | Rose Nylund        | The Golden Girls                  |       |
| 1991 (43e)           |                    |                                   |       |
| Kirstie Alley        | Rebecca Howe       | Cheers                            |       |
| Candice Bergen       | Murphy Brown       | Murphy Brown                      |       |
| Blair Brown          | Molly Dodd         | The Days and Nights of Molly Dodd |       |
| Delta Burke          | Suzanne Sugarbaker | Designing Women                   |       |
| Betty White          | Rose Nylund        | The Golden Girls                  |       |
| 1992 (44e)           |                    |                                   |       |
| Candice Bergen       | Murphy Brown       | Murphy Brown                      |       |
| Kirstie Alley        | Rebecca Howe       | Cheers                            |       |
| Roseanne Arnold      | Roseanne Conner    | Roseanne                          |       |
| Tyne Daly §          | Mimsy Borogroves   | Wings                             |       |
| Marion Ross          | Sophie Berger      | Brooklyn Bridge                   |       |
| Betty White          | Rose Nylund        | The Golden Girls                  |       |
| 1993 (45e)           |                    |                                   |       |
| Roseanne Arnold      | Roseanne Conner    | Roseanne                          |       |
| Kirstie Alley        | Rebecca Howe       | Cheers                            |       |
| Candice Bergen       | Murphy Brown       | Murphy Brown                      |       |
| Helen Hunt           | Jamie Buchman      | Mad About You                     |       |
| Marion Ross          | Sophie Berger      | Brooklyn Bridge                   |       |
| 1994 (46e)           |                    |                                   |       |
| Candice Bergen       | Murphy Brown       | Murphy Brown                      |       |
| Roseanne             | Roseanne Conner    | Roseanne                          |       |
| Helen Hunt           | Jamie Buchman      | Mad About You                     |       |
| Annie Potts          | Dana Palladino     | Love & War                        |       |
| Patricia Richardson  | Jill Taylor        | Home Improvement                  |       |
| 1995 (47e)           |                    |                                   |       |
| Candice Bergen       | Murphy Brown       | Murphy Brown                      |       |
| Roseanne             | Roseanne Conner    | Roseanne                          |       |
| Ellen DeGeneres      | Ellen              | Ellen                             |       |
| Helen Hunt           | Jamie Buchman      | Mad About You                     |       |
| Cybill Shepherd      | Cybill Sheridan    | Cybill                            |       |
| 1996 (48e)           |                    |                                   |       |
| Helen Hunt           | Jamie Buchman      | Mad About You                     |       |
| Ellen DeGeneres      | Ellen Morgan       | Ellen                             |       |
| Fran Drescher        | Fran Fine          | The Nanny                         |       |
| Patricia Richardson  | Jill Taylor        | Home Improvement                  |       |
| Cybill Shepherd      | Cybill Sheridan    | Cybill                            |       |
| 1997 (49e)           |                    |                                   |       |
| Helen Hunt           | Jamie Buchman      | Mad About You                     |       |
| Ellen DeGeneres      | Ellen Morgan       | Ellen                             |       |
| Fran Drescher        | Fran Fine          | The Nanny                         |       |
| Patricia Richardson  | Jill Taylor        | Home Improvement                  |       |
| Cybill Shepherd      | Cybill Sheridan    | Cybill                            |       |
| 1998 (50e)           |                    |                                   |       |
| Helen Hunt           | Jamie Buchman      | Mad About You                     |       |
| Kirstie Alley        | Veronica Chase     | Veronica's Closet                 |       |
| Ellen DeGeneres      | Ellen Morgan       | Ellen                             |       |
| Jenna Elfman         | Dharma Montgomery  | Dharma & Greg                     |       |
| Calista Flockhart    | Ally McBeal        | Ally McBeal                       |       |
| Patricia Richardson  | Jill Taylor        | Home Improvement                  |       |
| 1999 (51e)           |                    |                                   |       |
| Helen Hunt           | Jamie Buchman      | Mad About You                     |       |
| Jenna Elfman         | Dharma Montgomery  | Dharma & Greg                     |       |
| Calista Flockhart    | Ally McBeal        | Ally McBeal                       |       |
| Patricia Heaton      | Debra Barone       | Everybody Loves Raymond           |       |
| Sarah Jessica Parker | Carrie             | Sex and the City                  |       |

### 2000-2009
| Jaar                 | Actrice            | Rol                                 | Serie |
| -------------------- | ------------------ | ----------------------------------- | ----- |
| 2000 (52e)           |                    |                                     |       |
| Patricia Heaton      | Debra Barone       | Everybody Loves Raymond             |       |
| Jenna Elfman         | Dharma Montgomery  | Dharma & Greg                       |       |
| Jane Kaczmarek       | Lois               | Malcolm in the Middle               |       |
| Debra Messing        | Grace Adler        | Will & Grace                        |       |
| Sarah Jessica Parker | Carrie             | Sex and the City                    |       |
| 2001 (53e)           |                    |                                     |       |
| Patricia Heaton      | Debra Barone       | Everybody Loves Raymond             |       |
| Calista Flockhart    | Ally McBeal        | Ally McBeal                         |       |
| Jane Kaczmarek       | Lois               | Malcolm in the Middle               |       |
| Debra Messing        | Grace Adler        | Will & Grace                        |       |
| Sarah Jessica Parker | Carrie Bradshaw    | Sex and the City                    |       |
| 2002 (54e)           |                    |                                     |       |
| Jennifer Aniston     | Rachel Green       | Friends                             |       |
| Patricia Heaton      | Debra              | Everybody Loves Raymond             |       |
| Jane Kaczmarek       | Lois               | Malcolm in the Middle               |       |
| Debra Messing        | Grace Adler        | Will & Grace                        |       |
| Sarah Jessica Parker | Carrie Bradshaw    | Sex and the City                    |       |
| 2003 (55e)           |                    |                                     |       |
| Debra Messing        | Grace              | Will & Grace                        |       |
| Jennifer Aniston     | Rachel Green       | Friends                             |       |
| Patricia Heaton      | Debra Barone       | Everybody Loves Raymond             |       |
| Jane Kaczmarek       | Lois               | Malcolm in the Middle               |       |
| Sarah Jessica Parker | Carrie Bradshaw    | Sex and the City                    |       |
| 2004 (56e)           |                    |                                     |       |
| Sarah Jessica Parker | Carrie Bradshaw    | Sex and the City                    |       |
| Jennifer Aniston     | Rachel Karen Green | Friends                             |       |
| Patricia Heaton      | Debra Barone       | Everybody Loves Raymond             |       |
| Bonnie Hunt          | Bonnie Malloy      | Life with Bonnie                    |       |
| Jane Kaczmarek       | Lois               | Malcolm in the Middle               |       |
| 2005 (57e)           |                    |                                     |       |
| Felicity Huffman     | Lynette Scavo      | Desperate Housewives                |       |
| Marcia Cross         | Bree Van de Kamp   | Desperate Housewives                |       |
| Teri Hatcher         | Susan Mayer        | Desperate Housewives                |       |
| Patricia Heaton      | Debra Barone       | Everybody Loves Raymond             |       |
| Jane Kaczmarek       | Lois               | Malcolm in the Middle               |       |
| 2006 (58e)           |                    |                                     |       |
| Julia Louis-Dreyfus  | Christine Campbell | The New Adventures of Old Christine |       |
| Stockard Channing    | Lydia Barnes       | Out of Practice                     |       |
| Jane Kaczmarek       | Lois               | Malcolm in the Middle               |       |
| Lisa Kudrow          | Valerie Cherish    | The Comeback                        |       |
| Debra Messing        | Grace              | Will & Grace                        |       |
| 2007 (59e)           |                    |                                     |       |
| America Ferrera      | Betty Suarez       | Ugly Betty                          |       |
| Tina Fey             | Liz Lemon          | 30 Rock                             |       |
| Felicity Huffman     | Lynette Scavo      | Desperate Housewives                |       |
| Julia Louis-Dreyfus  | Christine Campbell | The New Adventures of Old Christine |       |
| Mary-Louise Parker   | Nancy Botwin       | Weeds                               |       |
| 2008 (60e)           |                    |                                     |       |
| Tina Fey             | Liz Lemon          | 30 Rock                             |       |
| Christina Applegate  | Samantha Newly     | Samantha Who?                       |       |
| America Ferrera      | Betty Suarez       | Ugly Betty                          |       |
| Julia Louis-Dreyfus  | Christine Campbell | The New Adventures of Old Christine |       |
| Mary-Louise Parker   | Nancy Botwin       | Weeds                               |       |
| 2009 (61e)           |                    |                                     |       |
| Toni Collette        | Tara Gregson       | United States of Tara               |       |
| Christina Applegate  | Samantha Newly     | Samantha Who?                       |       |
| Tina Fey             | Liz Lemon          | 30 Rock                             |       |
| Julia Louis-Dreyfus  | Christine          | The New Adventures of Old Christine |       |
| Mary-Louise Parker   | Nancy Botwin       | Weeds                               |       |
| Sarah Silverman      | Sarah Silverman    | The Sarah Silverman Program         |       |

### 2010-2019
| Jaar                 | Actrice                     | Rol                                 | Serie |
| -------------------- | --------------------------- | ----------------------------------- | ----- |
| 2010 (62e)           |                             |                                     |       |
| Edie Falco           | Jackie Peyton               | Nurse Jackie                        |       |
| Toni Collette        | Tara Gregson                | United States of Tara               |       |
| Tina Fey             | Liz Lemon                   | 30 Rock                             |       |
| Julia Louis-Dreyfus  | Christine Campbell          | The New Adventures of Old Christine |       |
| Lea Michele          | Rachel Berry                | Glee                                |       |
| Amy Poehler          | Leslie Knope                | Parks and Recreation                |       |
| 2011 (63e)           |                             |                                     |       |
| Melissa McCarthy     | Molly Flynn                 | Mike & Molly                        |       |
| Edie Falco           | Jackie Peyton               | Nurse Jackie                        |       |
| Tina Fey             | Liz Lemon                   | 30 Rock                             |       |
| Laura Linney         | Cathy Jamison               | The Big C                           |       |
| Martha Plimpton      | Virginia Chance             | Raising Hope                        |       |
| Amy Poehler          | Leslie Knope                | Parks and Recreation                |       |
| 2012 (64e)           |                             |                                     |       |
| Julia Louis-Dreyfus  | Selina Meyer                | Veep                                |       |
| Zooey Deschanel      | Jess Day                    | New Girl                            |       |
| Lena Dunham          | Hannah Horvath              | Girls                               |       |
| Edie Falco           | Jackie Peyton               | Nurse Jackie                        |       |
| Tina Fey             | Liz Lemon                   | 30 Rock                             |       |
| Melissa McCarthy     | Molly Flynn                 | Mike & Molly                        |       |
| Amy Poehler          | Leslie Knope                | Parks and Recreation                |       |
| 2013 (65e)           |                             |                                     |       |
| Julia Louis-Dreyfus  | Selina Meyer                | Veep                                |       |
| Laura Dern           | Amy                         | Enlightened                         |       |
| Lena Dunham          | Hannah Horvath              | Girls                               |       |
| Edie Falco           | Jackie Peyton               | Nurse Jackie                        |       |
| Tina Fey             | Liz Lemon                   | 30 Rock                             |       |
| Amy Poehler          | Leslie Knope                | Parks and Recreation                |       |
| 2014 (66e)           |                             |                                     |       |
| Julia Louis-Dreyfus  | Vice President Selina Meyer | Veep                                |       |
| Lena Dunham          | Hannah Horvath              | Girls                               |       |
| Edie Falco           | Jackie Peyton               | Nurse Jackie                        |       |
| Melissa McCarthy     | Molly Flynn                 | Mike & Molly                        |       |
| Amy Poehler          | Leslie Knope                | Parks and Recreation                |       |
| Taylor Schilling     | Piper Chapman               | Orange Is the New Black             |       |
| 2015 (67e)           |                             |                                     |       |
| Julia Louis-Dreyfus  | President Selina Meyer      | Veep                                |       |
| Edie Falco           | Jackie Peyton               | Nurse Jackie                        |       |
| Lisa Kudrow          | Valerie Cherish             | The Comeback                        |       |
| Amy Poehler          | Leslie Knope                | Parks and Recreation                |       |
| Amy Schumer          | Amy                         | Inside Amy Schumer                  |       |
| Lily Tomlin          | Frankie                     | Grace and Frankie                   |       |
| 2016 (68e)           |                             |                                     |       |
| Julia Louis-Dreyfus  | Selina Meyer                | Veep                                |       |
| Ellie Kemper         | Kimmy Schmidt               | Unbreakable Kimmy Schmidt           |       |
| Laurie Metcalf       | Dr. Jenna James             | Getting On                          |       |
| Tracee Ellis Ross    | Rainbow Johnson             | Black-ish                           |       |
| Amy Schumer          | Amy                         | Inside Amy Schumer                  |       |
| Lily Tomlin          | Frankie                     | Grace and Frankie                   |       |
| 2017 (69e)           |                             |                                     |       |
| Julia Louis-Dreyfus  | Selina Meyer                | Veep                                |       |
| Pamela Adlon         | Sam Fox                     | Better Things                       |       |
| Jane Fonda           | Grace Hanson                | Grace and Frankie                   |       |
| Allison Janney       | Bonnie                      | Mom                                 |       |
| Ellie Kemper         | Kimmy Schmidt               | Unbreakable Kimmy Schmidt           |       |
| Tracee Ellis Ross    | Rainbow Johnson             | Black-ish                           |       |
| Lily Tomlin          | Frankie Bergstein           | Grace and Frankie                   |       |
| 2018 (70e)           |                             |                                     |       |
| Rachel Brosnahan     | Miriam "Midge" Maisel       | The Marvelous Mrs. Maisel           |       |
| Pamela Adlon         | Sam Fox                     | Better Things                       |       |
| Allison Janney       | Bonnie Plunkett             | Mom                                 |       |
| Issa Rae             | Issa Dee                    | Insecure                            |       |
| Tracee Ellis Ross    | Rainbow Johnson             | Black-ish                           |       |
| Lily Tomlin          | Frankie Bergstein           | Grace and Frankie                   |       |
| 2019 (71e)           |                             |                                     |       |
| Phoebe Waller-Bridge | Fleabag                     | Fleabag                             |       |
| Christina Applegate  | Jen                         | Dead to Me                          |       |
| Rachel Brosnahan     | Miriam "Midge" Maisel       | The Marvelous Mrs. Maisel           |       |
| Julia Louis-Dreyfus  | Selina Meyer                | Veep                                |       |
| Natasha Lyonne       | Nadia                       | Russian Doll                        |       |
| Catherine O'Hara     | Moira Rose                  | Schitt's Creek                      |       |

### 2020-2029
| Jaar                | Actrice                         | Rol                          | Serie |
| ------------------- | ------------------------------- | ---------------------------- | ----- |
| 2020 (72e)          |                                 |                              |       |
| Catherine O'Hara    | Moira Rose                      | Schitt's Creek               |       |
| Christina Applegate | Jen Harding                     | Dead to Me                   |       |
| Rachel Brosnahan    | Miriam "Midge" Maisel           | The Marvelous Mrs. Maisel    |       |
| Linda Cardellini    | Judy Hale                       | Dead to Me                   |       |
| Issa Rae            | Issa                            | Insecure                     |       |
| Tracee Ellis Ross   | Rainbow Johnson                 | Black-ish                    |       |
| 2021 (73e)          |                                 |                              |       |
| Jean Smart          | Deborah Vance                   | Hacks                        |       |
| Aidy Bryant         | Annie Easton                    | Shrill                       |       |
| Kaley Cuoco         | Cassie Bowden                   | The Flight Attendant         |       |
| Allison Janney      | Bonnie Plunkett                 | Mom                          |       |
| Tracee Ellis Ross   | Rainbow Johnson                 | Black-ish                    |       |
| 2022 (74e)          |                                 |                              |       |
| Jean Smart          | Deborah Vance                   | Hacks                        |       |
| Rachel Brosnahan    | Miriam "Midge" Maisel           | The Marvelous Mrs. Maisel    |       |
| Quinta Brunson      | Janine Teagues                  | Abbott Elementary            |       |
| Kaley Cuoco         | Cassie Bowden                   | The Flight Attendant         |       |
| Elle Fanning        | Catharine the Great             | The Great                    |       |
| Issa Rae            | Issa                            | Insecure                     |       |
| 2023 (75e)          |                                 |                              |       |
| Quinta Brunson      | Janine Teagues                  | Abbott Elementary            |       |
| Christina Applegate | Jen Harding                     | Dead to Me                   |       |
| Rachel Brosnahan    | Miriam "Midge" Maisel           | The Marvelous Mrs. Maisel    |       |
| Natasha Lyonne      | Charlie                         | Poker Face                   |       |
| Jenna Ortega        | Wednesday Addams / Goody Addams | Wednesday                    |       |
| 2024 (76e)          |                                 |                              |       |
| Jean Smart          | Deborah Vance                   | Hacks                        |       |
| Quinta Brunson      | Janine Teagues                  | Abbott Elementary            |       |
| Ayo Edebiri         | Sydney Adamu                    | The Bear                     |       |
| Selena Gomez        | Mabel Mora                      | Only Murders in the Building |       |
| Maya Rudolph        | Molly Novak                     | Loot                         |       |
| Kristen Wiig        | Maxine Simmons                  | Palm Royale                  |       |
| 2025 (77e)          |                                 |                              |       |
| Uzo Aduba           | Cordelia Cupp                   | The Residence                |       |
| Kristen Bell        | Joanne                          | Nobody Wants This            |       |
| Quinta Brunson      | Janine Teagues                  | Abbott Elementary            |       |
| Ayo Edebiri         | Sydney Adamu                    | The Bear                     |       |
| Jean Smart          | Deborah Vance                   | Hacks                        |       |

## Records
| Records                                                | Beste actrice            |
| ------------------------------------------------------ | ------------------------ |
| Actrice met de meeste overwinningen                    | Julia Louis-Dreyfus (7)  |
| Actrice met de meeste nominaties                       | Julia Louis-Dreyfus (12) |
| Actrice met de meeste nominaties zonder ooit te winnen | Jane Kaczmarek (7)       |